# Sonata cho vĩ cầm số 1 (Beethoven)
Sonata cho vĩ cầm số 1 cung Rê trưởng của Ludwig van Beethoven là một sonata dành cho vĩ cầm từ bộ Op. 12 của ông, cùng với sonata cho vĩ cầm số 2 và số 3. Tác phẩm này được viết vào năm 1798 và được dành tặng cho Antonio Salieri. Đây còn là tác phẩm đầu tiên được viết vào khoảng thời gian Beethoven học cùng Haydn, phần lớn bản sonata này được viết theo phong cách cổ điển giống như của Mozart hoặc Haydn.
Bản sonata này có ba chương :
1. Allegro con brio
2. Tema con variazioni: Andante con moto
3. Rondo: Allegro

Một buổi biểu diễn điển hình sẽ kéo dài khoảng 20 phút.

## Các bản thu âm đáng chú ý
- Yehudi Menuhin (vĩ cầm), Wilhelm Kempff (dương cầm)
- Itzhak Perlman (vĩ cầm), Vladimir Ashkenazy (dương cầm)
- Kristóf Baráti (vĩ cầm), Kiára Würtz (dương cầm)
- Leonidas Kavakos (vĩ cầm), Enrico Pace (dương cầm)
- Pamela Frank (vĩ cầm), Claude Frank (dương cầm)
- David Oistrakh (vĩ cầm), Lev Oborin (dương cầm)
- Jascha Heifetz (vĩ cầm), Vịnh Emmanuel (dương cầm)